# Gleby płowe

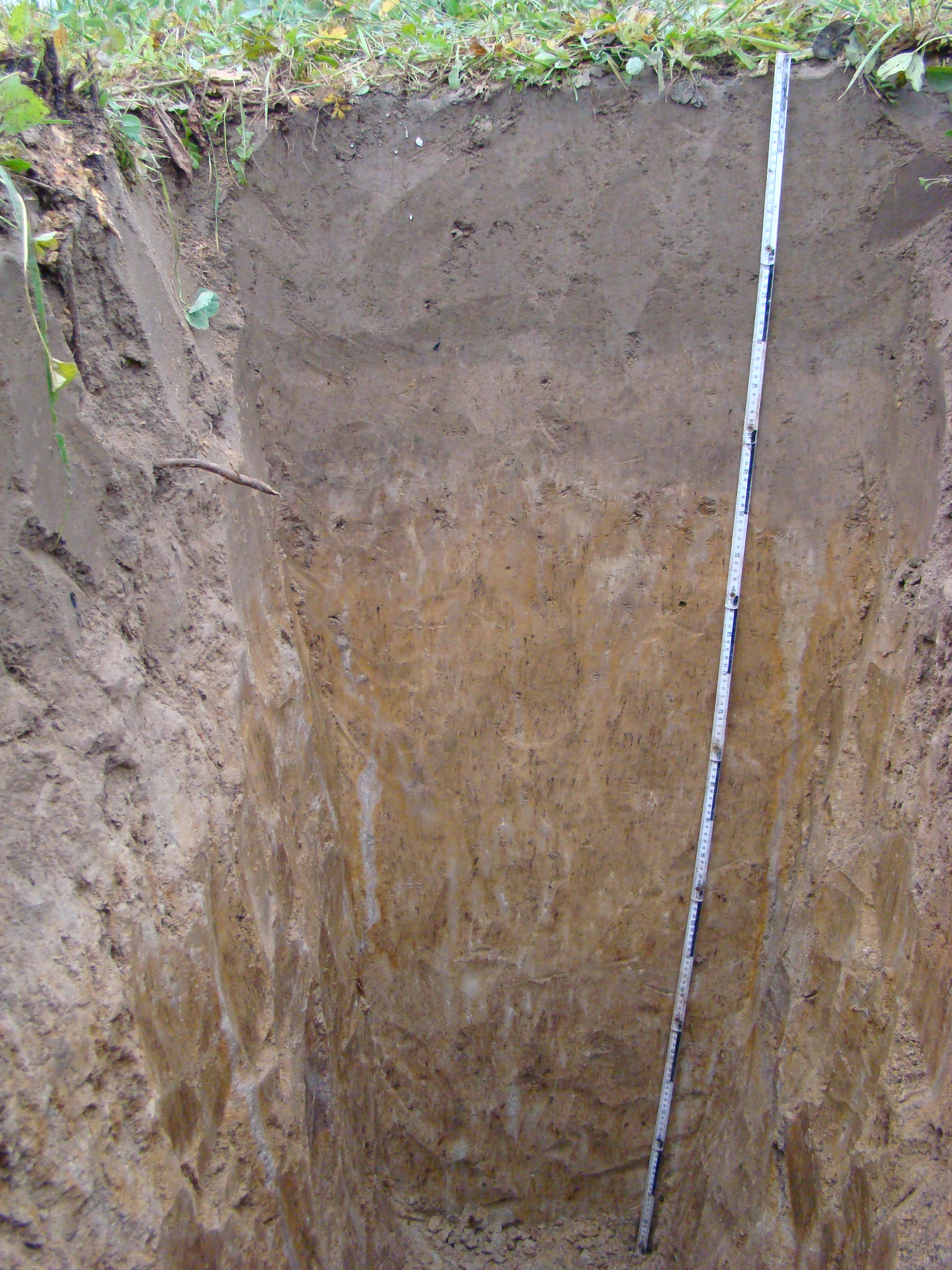
Gleba płowa powstała z pyłów lessopodobnych, Pogórze Wielickie

Gleby płowe (lessivés) — gleby klimatu umiarkowanego charakteryzujące się przemieszczeniem przez wody opadowe cząstek iłu w głąb profilu różnicując go na dwie części - górną, o lżejszym uziarnieniu, i dolną, z większą zawartością drobnych cząstek ilastych.

## Ogólna charakterystyka
Utwory macierzyste gleb płowych mogą być bardzo różne, od piasków słabo gliniastych po ciężkie iły różnego wieku i pochodzenia. Najczęściej są to pyły, gliny, ewentualnie piaski gliniaste. Skała macierzysta albo nie zawiera węglanu wapnia, albo jest on z niej wyługowany w pierwszej fazie tworzenia się gleb.
Gleby płowe powstają poprzez dominujący proces płowienia (lessiważu) czyli wymycia przez wodę opadową z gleby węglanów oraz przemieszczenia w głąb profilu frakcji iłu, półtoratlenków i niektórych związków próchnicznych. W efekcie tego wierzchnie poziomy stają się uboższe w najdrobniejsze frakcje (głównie iłu), które osadzają się w głębszych poziomach tworząc teksturalny poziom iluwialny (Bt,  argic lub inaczej argillic). W literaturze przedmiotu można spotkać poglądy o peryglacjalnej genezie pierwotnej dwudzielności profilu, na którą później nałożył się proces płowienia, lecz nie jest to zagadnienie w pełni wyjaśnione i zaakceptowane. Profil glebowy w zarysie przyjmuje zatem postać: ciemnoszary poziom próchniczny (A), jasnopłowy poziom wymywania (E), brunatny poziom wmycia o cięższym uziarnieniu (Bt), skała macierzysta (C). Od płowej barwy poziomu eluwialnego wzięła się polska nazwa tych gleb.
Poziomem diagnostycznym dla gleb płowych w systematyce gleb Polski (2011) jest poziom iluwialny argic (Bt). Naturalnie nad nim powinny występować: poziom eluwialny luvic (Et) oraz powierzchniowy poziom próchniczny ochric (A). Zabiegi agrotechniczne lub erozyjne usunięcie wierzchnich poziomów gleby może zaburzyć taki układ i poziom agric może być położony bezpośrednio pod poziomem orno-próchnicznym lub wręcz jego część może być włączona do poziomu uprawnego (tzw. gleby płowe erodowane lub "ogłowione").
Charakterystyczna sekwencja poziomów genetycznych w profilu: O-A-Et-Bt-C lub Ap-Et-Bt-C niekiedy Ap-Bt-C. 
W glebach płowych zaciekowych występuje dodatkowo wyraźny poziom mieszany E/B, zaś w glebach płowych podmokłych widoczne są ślady oglejenia (g) i w spągu występuje poziom glejowy (G).
Ogólna zawartość próchnicy w poziomie próchnicznym waha się zazwyczaj w granicach 2-5%, spadając w poziomie eluwialnym poniżej 1%. Są lekko kwaśne, pH gleb płowych zwykle wynosi 4-6. Stopień nasycenia kompleksu sorpcyjnego kationami zasadowymi w wierzchnich poziomach najczęściej waha się pomiędzy 30-60%, zaś w poziomach iluwialnych — 50-90%.
Naturalną roślinnością porastającą gleby płowe są lasy liściaste lub mieszane klimatu umiarkowanego, wilgotnego. Z wyjątkiem gleb piaszczystych, podmokłych i narażonych na intensywną erozję są to dla rolnictwa gleby dobre i bardzo dobre. Najczęściej uprawiane na tych ziemiach są: pszenica, buraki cukrowe, kukurydza, warzywa i owoce, żyto, owies, rzepak, groch, ziemniaki, koniczyna, lucerna i proso.
Gleba płowa została uznana przez Polskie Towarzystwo Gleboznawcze glebą roku 2023

## Systematyka

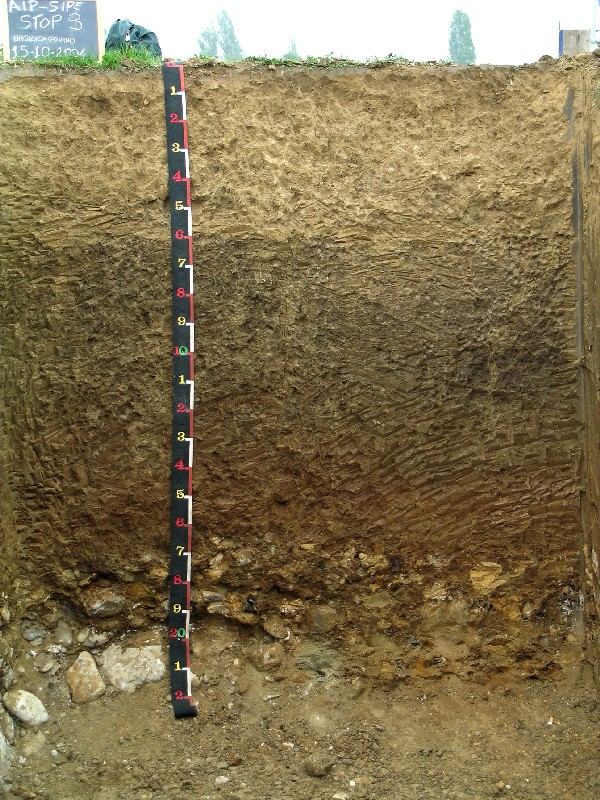
Gleba płowa (Alfisol, Luvisol), Włochy

W Europie zachodniej, z powodu podobnej żyzności i właściwości biologicznych, gleby dziś określane jako płowe dawniej łączono z glebami brunatnymi. Charakterystyczny układ poziomów glebowych (A-E-B-C) powodował zaś, że w Europie środkowej i wschodniej gleby dziś określane jako płowe dawniej utożsamiano z glebami bielicowymi. W systematyce gleb Polski łączono je w jeden typ aż do wydania trzeciego w 1974 r., kiedy to wydzielono typ gleb płowych i wraz z glebami brunatnymi zgrupowano w klasie/rzędzie gleb brunatnoziemnych. W 2011 r. wszystkie gleby płowe trafiły do nowego rzędu gleb płowoziemnych.
W systematyce gleb Polski (2011) gleby płowe grupuje się w 3 typy i 23 podtypy: 
- Rząd 5. Gleby płowoziemne (P):

### Typ 5.1. Gleby płowe (PW)
Wiodący typ w obrębie rzędu. Zazwyczaj głębokie gleby całkowite (powstałe z jednorodnych utworów), w których nie zalega woda gruntowa. Brak węglanów, choć mogą one występować w spągowej (dolnej) części profilu. Poziom próchniczny ochric. Typowa sekwencja poziomów genetycznych w profilu: O-A-Et-Bt-C lub Ap-Et-Bt-C niekiedy Ap-Bt-C. 
Typ gleb płowych dzieli się na 12 podtypów: 
Gleby płowe typowe: O-A-Et-Bt-C, Ap-Et-Bt-C lub Ap-Bt-C; Gleby płowe spiaszczone: O-A-Et-(EB)-Bt-C, Ap-Et-(EB)-Bt-C; Gleby płowe spiaszczone oglejone: O-A-Et(g)-(EB)-Bt(g)-Cg lub Ap-Et(g)-(EB)-Bt(g)Cg; Gleby płowe opadowo-glejowe: O-A-Etg-(EB)-Btg-Bt-C lub Ap-Etg-(EB)-Btg-Bt-C; Gleby płowe gruntowo-glejowe: O-A-Et-(EB)-Btg-Cg lub Ap-Et-(EB)-Btg-Cg; Gleby płowe z poziomem agric: Ap-Eth-Et-Bt-C; Gleby płowe próchniczne: Ap-Et-(EB)-Bt-C lub Ap-Et-(EB)-Bt-Cg; Gleby płowe piaszczyste: O-A-Et-Bt-C lub Ap-Et-Bt-C; Gleby płowe z cechami brunatnienia: O-A-Bw-Et-(EB)-Bt-C lub Ap-Bw-Et-(EB)-Bt-C; Gleby płowe z cechami bielicowania: O-A-Es-Bhs-Et-Bt-C; Gleby płowe z cechami glossic: O-A-Et-E/B-Bt-C lub A-Et-E/B-Bt-C; Gleby płowe z cechami vertic: O-A-Et-Bti-Ci lub Ap-Et-Bti-Ci

### Typ 5.2. Gleby płowe zaciekowe (PA)
Poziom eluwialny luvic językowatymi zaciekami wchodzi w obręb górnej części, lub nawet całości, diagnostycznego poziomu iluwialnego argic tworząc przynajmniej 15 cm poziom glossic. Możliwe jest występowanie również poziomu fragic. Typowa sekwencja poziomów genetycznych w profilu: O-A-Et-E/B-Bt-C lub Ap-Et-E/B-Bt-C. Typ gleb płowych zaciekowych dzieli się na 9 podtypów:
Gleby płowe zaciekowe typowe: O-A-Et-E/B-Bt-C lub Ap-Et-E/B-Bt-C; Gleby płowe zaciekowe spiaszczone: O-A-Et-E/B-Bt-C lub Ap-Et-E/B-Bt-C; Gleby płowe zaciekowe opadowo-glejowe: O-A-Etg-E/B-Btg-Bt-C lub Ap-Etg-E/B-Btg-Bt-C; Gleby płowe zaciekowe gruntowo-glejowe: O-A-Et-E/B-Btg-Cg lub Ap-Et-E/B-Btg-Cg; Gleby płowe zaciekowe z poziomem agric: Ap-Eth-Et-E/B-Bt-C; Gleby płowe zaciekowe próchniczne: O-A-Et-EfB-Bt-C(g) lub Ap-Et-EZB-Bt-C(g); Gleby płowe zaciekowe z cechami brunatnienia: O-A-Bw-Et-E/B-Bt-C lub Ap-Bw-Et-E/B-Bt-C; Gleby płowe zaciekowe z cechami bielicowania: 0-A-Es-Bhs-(Et)-E/B-Bt-C; Gleby płowe zaciekowe z cechami vertic: O-A-Et-E/B-Bti-Ci lub A-Et-E/B-Bti-Ci

### Typ 5.3. Gleby płowe podmokłe (PG)
Gleby płowe podmokłe przynajmniej przez jakiś czas w roku są prawie całe nasycone wodą co skutkuje szarymi barwami zubożeń redoksymorficznych oraz wysokim nasyceniem barw koncentracji redoksymorficznych (oglejenie) w znacznej części profilu. W spodzie profilu występuje poziom glejowy. Typowe sekwencje poziomów genetycznych w profilu: O-A-Etg-Btg-G, Ap-Etg-Btg-G, O-A-Etg-E/B-Btg-G lub A-Etg-E/B-Btg-G. Typ gleb płowych podmokłych dzieli się na 2 podtypy:
Gleby płowe podmokłe typowe: O-Ag-Etg-Btg-G /ub Apg-Etg-Btg-G; Gleby płowe podmokłe próchniczne: O-A-Etg-Btg-G lub Ap-Etg-Btg-G
W obowiązującym w latach 1989-2011 IV wydaniu systematyki gleb Polski gleby płowe występowały jako jeden typ w obrębie rzędu gleb brunatnoziemnych i dzieliły się na siedem podtypów: 
Gleby płowe typowe: O-A-Eet-Bt-C lub Cca lub Ap-Eet-Bt-C albo Cca, Gleby płowe zbrunatniałe: O-A-Bbr-Eet-Bt-C lub Ap-Bbr-Eet-Bt-C, Gleby płowe bielicowane: O-A-Eet, ef-Bt, fe-Bt-C lub Ap-Eetef-Bt, fe-Bt-C, Gleby płowe opadowo-glejowe: O-A-Eet, g-Btg-Cg lub Ap-Eet, g-Btg-Cg, Gleby płowe gruntowo-glejowe: O-A-Eet-Btgg--Cgg lub Ap-Eet-Btgg-Cgg, Gleby płowe z poziomem agric: Ap-E/agric/-Eet-Bt-C, Gleby płowe zaciekowe (glossic): O-A-Eet-E/B-Bt-C lub Ap-Eet-E/B-Bt-C
W międzynarodowej systematyce WRB (2006) gleby płowe zaliczane są do Głównych Grup Glebowych Luvisol lub Albeluwisol. Typ gleb płowych najczęściej korelowany jest z Albic Luvisol i Haplic Luvisol. Typ gleb płowych zaciekowych najczęściej korelowany jest z Haplic Albeluvisol. Typ gleb płowych podmokłych korelowany jest z Gleyic Luvisol. W amerykańskiej klasyfikacji Soil Taxonomy gleby płowe odpowiadają Alfisols. Typ gleb płowych — Hapludalfs, typ gleb płowych zaciekowych — Glossudalfs, typ gleb płowych podmokłych — Endoaqualfs.

## Występowanie
Gleby płowe są glebami strefowymi dla strefy wilgotnej pasa umiarkowanie ciepłego (wraz z glebami brunatnymi i rdzawymi). Największe obszary ich występowania obejmują Europę zachodnią i środkową, północno-wschodnie stany i północno-zachodnie wybrzeże USA, północno-wschodnie Chiny i północną Japonię, południowe Chile i fragmenty Nowej Zelandii.
W Polsce gleby płowoziemne stanowią ok. 52% powierzchni i występują płatami w całym kraju.